# Hi-MD
Hi-MD — формат записи данных, разработанный Sony, дальнейшее развитие формата MiniDisc.
На диск формата Hi-MD можно записать до 45 часов музыки с помощью новой версии формата сжатия ATRAC (ATRAC3Plus) с битрейтом 48 кбит/с, либо до 1,5 часов музыки в несжатом формате WAVE (битрейт около 1411 кбит/с), а также можно записать обычные файлы с компьютера (при условии наличия разъёма miniUSB на Hi-MD-рекордере). На один диск вмещается до 980 МБ цифровой информации. Запись музыки на такие диски производится либо в реальном времени во время воспроизведения (без компьютера), либо при посредством преобразования из любых аудиофайлов (WAV, MP3, WMA) с помощью специальной фирменной программы SonicStage и последующей загрузки через USB-порт рекордера с компьютера. Также с помощью этой программы можно управлять меню диска с экрана компьютера. Диск для использования в качестве носителя файлов форматируется только в FAT32.
Диск содержит несжатый образ диска, в который включены все треки. Просто скопированные на диск оригинальные файлы воспроизведены не будут.